# Mercat de divises

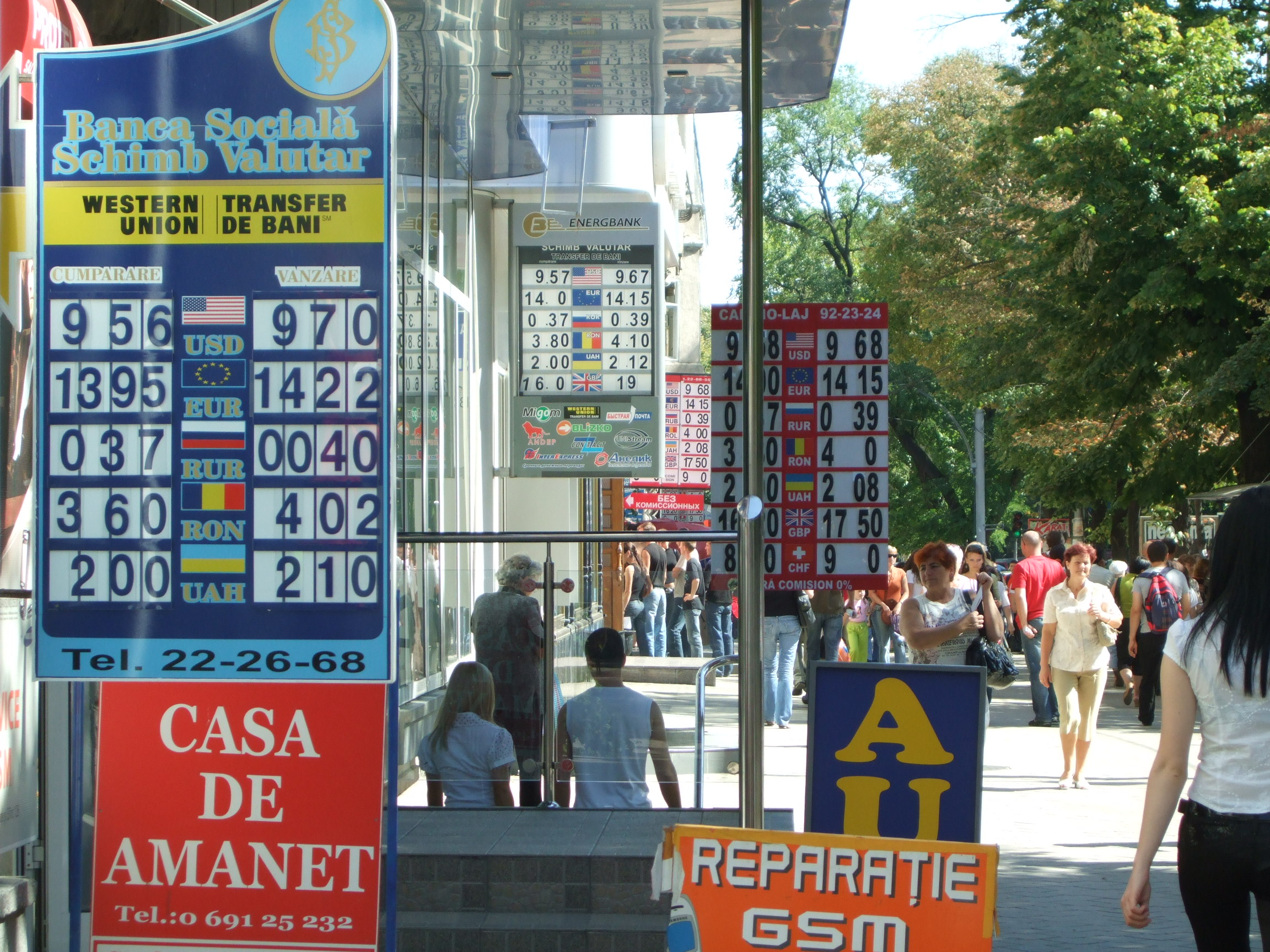
Exemple de mercat de divises.

El mercat de divises o mercat canviari, també conegut com a Forex (abreviatura del terme anglès For eign Ex change), FX o Currency Market, és un mercat mundial i descentralitzat en què es negocien divises.
Aquest mercat va néixer amb l'objectiu de facilitar el flux monetari que es deriva del comerç internacional. És, per gran marge, el mercat financer més gran del món, arribant a moure un volum diari de transaccions al voltant de cinc bilions de dòlars nord-americans (USD), més que tots els altres mercats borsaris del planeta combinats. Ha crescut tant que, actualment, el total d'operacions en moneda estrangera que es deu a operacions internacionals de béns i serveis representen un percentatge gairebé residual, i la majoria s'han de fer a compravenda d'actius financers. En conseqüència aquest mercat és força independent de les operacions comercials reals i les variacions entre el preu de dues monedes no es poden explicar de forma exclusiva per les variacions dels fluxos comercials.
Segons el Banc de Pagaments Internacionals (BPI), els resultats mundials preliminars de l'Enquesta d'Operacions de Divises i de Derivats del Mercat Bancari Triennal de 2019 mostren que el comerç als mercats de divises va prometre $ 6,6 bilions per dia a l'abril de 2019. Això és superior a $ 5,1 bilions a l'abril de 2016. Aquell any, per primera vegada en 15 anys, el volum del comerç de divises s'ha contret entre dos estudis triennals consecutius del BPI. La disminució de les operacions de les institucions palanquejades i dels operadors de "diners ràpids", així com la reducció de la gana pel risc, ha donat lloc a una important disminució de l'activitat del mercat al comptat. Això s'ha compensat en part per l'augment de l'activitat als derivats de divises, principalment amb finalitats de cobertura.
El desglossament de 6,6 bilions de dòlars és el següent:
- 2 bilions en transaccions spot
- 1 bilió a forwards
- 3,2 bilions de dòlars en swaps de canvi de divises
- 108 mil milions de swaps de divises
- 294 mil milions en opcions i altres productes

## Característiques del mercat de divises

### Grandària del mercat i liquiditat
El mercat de divises és únic degut a:
- El volum de les transaccions
- La liquiditat extrema del mercat.
- El gran nombre i varietat dels intervinents al mercat
- La seva dispersió geogràfica
- El temps en què s'opera – 24 hores al dia (excepte els caps de setmana).
- El canvi d'horaris de trading.
- La varietat de factors que generen els tipus de canvi.

El volum de divises que es negocia internacionalment, amb una mitjana diària de 6,6 bilions de dòlars americans, :5 operant en un sol dia el que a Wall Street li prendria un mes (o més) al mercat borsari.
Els contractes de futurs de divises van ser introduïts el 1972 al Chicago Mercantile Exchange (Borsa de Comerç de Chicago) i és un dels contractes que es negocien més activament. El volum dels futurs de divises ha crescut ràpidament els darrers anys, però explica només prop del 7% del volum total del mercat de moneda estrangera, segons Wall Street Journal Europa (5/5/06, P. 20). Els deu participants més actius declaren gairebé el 73% de volum negociat, segons Wall Street Journal Europa, (2/9/06 P. 20).
Els grans bancs internacionals proveeixen al mercat de divises un preu de compra (bid) i un altre de venda (ask). L'spread és la diferència entre aquests preus i normalment es constitueix com la retribució a l'entitat pel seu paper d'intermediari entre els que compren i els que van fent servir els seus canals. En general el spread a les divises més negociades és de només 1-3 pips o punts bàsics (que és la quantitat mínima que pot canviar el preu d'una divisa). Per exemple, si el bid (preu de compra) en una cotització d'EUR/USD és d'1,2200 mentre que l'Ask (preu de venda) s'estableix a 1,2203, es poden identificar amb claredat els 3 pips de Spread.

### Característiques del mercat
Entre les implicacions de no ser un mercat centralitzat hi ha el que no existeix una sola cotització per a les divises que es negocien: aquesta depèn dels diferents agents que participen al mercat.
| Rang   | Divisa             | Codi ISO 4217 (Símbol) | % Percentatge (abril de 2019) |
| ------ | ------------------ | ---------------------- | ----------------------------- |
| 1      | Dòlar nord-americà | USD ($)                | 88,3%                         |
| 2      | Euro               | EUR (€)                | 32,3%                         |
| 3      | Ien japonès        | JPY (¥)                | 16,8%                         |
| 4      | Balança esterlina  | GBP (£)                | 12,8%                         |
| 5      | Dòlar australià    | AUD ($)                | 6,8%                          |
| 6      | Dòlar canadenc     | CAD ($)                | 5,0%                          |
| 7      | Franc suís         | CHF (Fr)               | 5,0%                          |
| 8      | Yuan xinès         | CNY (yn)               | 4,3%                          |
| 9      | Dòlar de Hong Kong | HKD ($)                | 3,5%                          |
| 10     | Dòlar neozelandès  | NZD ($)                | 2,1%                          |
| 11     | Corona sueca       | SEK (kr)               | 2,0%                          |
| 12     | Wŏn sud-coreà      | KRW (₩)                | 2,0%                          |
| 13     | Dòlar de Singapur  | SGD ($)                | 1,8%                          |
| 14     | Corona noruega     | NOK (kr)               | 1,8%                          |
| 15     | Pes mexicà         | MXN ($)                | 1,7%                          |
| 16     | Rupia índia        | INR (₹)                | 1,7%                          |
| 17     | Ruble rus          | RUB (руб)              | 1,1%                          |
| 18     | Rand sud-africà    | ZAR (R)                | 1,1%                          |
| 19     | Lira Turca         | TRY (TL)               | 1,1%                          |
| 20     | Reial brasiler     | BRL (R$)               | 1,1%                          |
| Altres | Altres             | Altres                 | 7,7%                          |
| Total  | Total              | Total                  | 200%                          |

El mercat de divises és un mercat mundial que, encara que compta amb accés les 24 hores, a la pràctica es veu limitat pel parèntesi de les operacions el cap de setmana. Encara en aquests períodes d'interrupció, els operadors poden col·locar posicions de compra o venda que es veuran dinamitzades quan el mercat comenci a fluctuar.
No és menys important tenir en compte que durant el període de negociació, l'hora del dia en què s'accedeixi en aquest mercat té un impacte directe a la liquiditat per operar en una o diverses divises. Els moments en què obren les principals borses del món són els de més liquiditat i moviment, si bé el mercat Forex no està directament vinculat amb la naturalesa d'aquests centres de negociació. Atès que estem parlant d'un mercat extraborsari, no cal menysprear els canvis que aquests centres poden causar.
Els principals centres de negociació són les borses de Londres, Nova York i Tòquio. Primer obren els mercats asiàtics, posteriorment els europeus i finalment obren els mercats americans. El mercat obre el diumenge a la tarda (hora de la costa Est dels Estats Units) i tanca el divendres a les 4:00 pm hora de l'Est. Això permet l'accés permanent als mercats amb el benefici d'una liquiditat més gran i una capacitat de resposta ràpida als esdeveniments econòmics o polítics que tinguin efecte.
Les fluctuacions en els tipus de canvi són causades, generalment, per fluxos monetaris reals així com per les expectatives de canvis a causa dels canvis en les variables econòmiques com el creixement del PIB, inflació, els tipus d'interès, pressupost i els dèficits o superàvit comercials, entre d'altres.
Les notícies importants es publiquen sovint en dates programades, així que els inversors tenen accés a les mateixes notícies alhora. Tot i això, els grans bancs tenen un avantatge important: poden veure el llibre d'ordres dels seus clients.
Al mercat de divises, les monedes es negocien en creus. Cada encreuament de monedes constitueix un producte individual i és tradicionalment marcat com a XXX/YYY, on YYY és el codi internacional de tres lletres ISO 4217 en què el preu d'una unitat de XXX s'expressa. Per exemple: EUR/USD és el preu de l'Euro (EUR) expressat en dòlars nord-americans (USD) entenent-se que un 1 euro = 1,18416 dòlars nord-americans (17 de setembre de 2020)
Segons l'estudi del BIS, les cruïlles de monedes més negociades eren: :13
- EUR/USD - 24,0%
- USD/JPY - 13,2%
- GBP/USD - 9,6%

## Participants del mercat
D'acord amb un estudi del BPI del 2019: :14
- el 38,3% de les transaccions eren exclusivament entre bancs.
- 54,5% van ser entre bancs i un altre tipus de signatura financera.
- 7,2% es van fer entre un intermediari i una companyia no financera.

Els principals operadors al mercat de divises són els següents:

### Institucions financeres
Aquestes institucions poden participar al mercat de manera especulativa o de cobertura o actuant a compte d'un client. Qualsevol transacció econòmica internacional, des d'una transferència fins a la compra d'unes accions estrangeres, impliquen el pas previ pel mercat de divises per efectuar la compravenda de divises necessàries per fer l'operació principal.
Fins fa poc temps, els operadors en divises participaven activament en aquest negoci, facilitant a les parts que negociaven el compliment efectiu de les ordres a canvi d'uns honoraris limitats. Avui, però, gran part d'aquest negoci s'ha traslladat a sistemes electrònics més eficients, com ara EBS, Reuters, la Borsa de Valors de Chicago, Bloomberg i TradeBook.

### Companyies comercials
Les empreses del sector no financer que operen amb clients i proveïdors internacionals intervenen també al mercat. El seu impacte al mercat a curt termini és petit. Tot i això, els fluxos comercials són un factor important en el comportament a llarg termini d'una moneda. A més, les operacions d'algunes multinacionals poden tenir un impacte imprevisible al canvi de la moneda de països petits.

### Bancs centrals
Els bancs centrals operen als mercats de moneda estrangera per controlar l'oferta monetària, la inflació o els tipus d'interès de la moneda del país. Sovint imposen les taxes de canvi i fins i tot sovint utilitzen les reserves internacionals per estabilitzar el mercat. L'expectativa o la remor d'una intervenció d'un banc central poden ser suficients per alterar el valor d'una moneda. Tot i això, els bancs centrals no assoleixen sempre els seus objectius i en alguns casos el mercat es pot imposar a un banc central. Això va passar en la debacle 1992-93 del mecanisme de tipus de canvi i en la crisi financera asiàtica del 1997.

### Inversors particulars a través d'intermediaris
Gràcies a aquest mercat han sorgit empreses especialitzades que s'encarreguen de brindar serveis d'administració de comptes a forex, fons d'inversió i sistemes automàtics. Avui dia es creu que el mercat d'intercanvi de divises (FOREX o FX) és el mercat financer amb més projecció de creixement al món financer modern.
Una de les seves principals diferències davant del mercat borsari és que el mercat de divises no té una ubicació centralitzada, opera com una xarxa electrònica global de bancs, institucions financeres i operadors individuals, tots dedicats a comprar o vendre divises en virtut de la seva volàtil relació de canvi.
Actualment hi ha empreses especialitzades en la participació i el suport als operadors d'aquest mercat que ofereixen diferents tipus de serveis. En primer lloc, els "Brokers" o intermediaris financers, ofereixen la possibilitat d'obrir un compte en una divisa determinada i per mitjà d'ordres de compra i venda, emeses per diferents canals, permeten a l'inversor tractar d'obtenir beneficis aprofitant les fluctuacions dels tipus de canvi de les diferents monedes. Aquestes empreses, atesa la seva importància en el sistema financer, normalment estan subjectes a diversos controls i auditories; no obstant això, quan s'està parlant de l'intermediari financer o broker, és recomanable que abans d'escollir-ne un s'investigui la seva solidesa i trajectòria, així com tenir en compte el marc legal pel qual es regeix.
Per a l'operador individual, el principal objectiu com a inversor és l'especulació sobre els canvis futurs en el preu de les divises i, en comprar-les i vendre-les segons les fluctuacions dels tipus de canvi, podrà aconseguir beneficis o pèrdues.

### Empreses gestores de fons d'inversió
Aquestes empreses actuen al mercat de divises per tenir accés als mercats financers d'altres països i així poder invertir en bons, accions, etc. a compte dels partícips dels seus fons.

## Tipus d'instruments
El valor total d'intercanvis mundial puja a 5 bilions de dòlars, i els derivats tradicionals assoleixen un valor total de 3,7 bilions de dòlars. Entre els instruments més comuns hi ha:
- Operacions al comptat de divises. Conegudes en anglès com Foreign Exchange Spot Trading, són compra venda de divises en què el temps que transcorre des de la contractació fins a la seva liquidació (lliurament de les divises) és igual a dos dies hàbils. Si el temps es redueix a un dia hàbil rep el nom de tom/next (T/N) i amb valor mateix dia hàbil es denomina overnight (O/N)
- Operacions a termini de divises. Són operacions de compravenda de divises en què la quantitat i el preu de les divises es fixen en el moment de la contractació però la liquidació o lliurament de les divises no es realitza en el moment de la contractació sinó en un de posterior, també fixat en el contracte. Aquest contracte es diferencia del futur de divises que es contracta al mercat de derivats i de forma estandarditzada. Les operacions a termini representen un 70% del total de les operacions efectuades.[6]
- Derivats
  - Opció financera de divises. Anomenats en anglès Foreign Exchange Options, és un contracte que dona el dret no obligatori una divisa per una altra a una taxa determinada en una data predeterminada. És un Over The Counter derivat.
  - Futurs de divises. També anomenades Foreign Exchange Futures, és un acord dintercanviar divises en certa data sota una taxa predeterminada. A diferència de les opcions, no és un Over The Counter.
  - Futurs a termini. En anglès Outright forward. Un únic intercanvi duna divisa per una altra a la taxa dun dia futur predeterminat.
  - Un contracte no negociat de divises. El seu nom en anglès és nondeliverable fowards. Un contracte generalment negociat transterritorialment, que es liquida sobre la base de diferents monedes. Permet tenir exposició a una moneda, sense haver de rebre o pagar aquesta divisa.
  - Swap de divises, en anglès foreign exchange swaps, és un contracte entre dues contraparts de comprar i vendre una quantitat de divises, i de recomprar i revendre les divises a una taxa determinada en una data predeterminada.

## Factors que afecten el tipus de canvi
Entre els factors que afecten el tipus de canvi hi ha:
- Factors econòmics: dèficit comercial, inflació, diferències de tipus d'interès, dèficit públic, atur, PIB, IPC, etc.
- Factors polítics que poden afectar la política monetària i canviaria del país o els seus fonaments econòmics. En aquest punt, podem considerar l'estabilitat política.
- La psicologia del mercat: rumors, etc. Tot i que aquest punt pot semblar de menor importància no és així. Per exemple, el dia 23/04/2013 una remor d'atemptat a la Casa Blanca via Twitter va fer trontollar la borsa de Wall Street durant alguns minuts. Els índexs van caure més d'un 1%. Amb certa freqüència, el comportament caòtic d'algunes borses d'accions es pot veure reflectit a les cotitzacions del mercat de divises.

Hi ha diverses teories econòmiques que intenten explicar la dinàmica del mercat de divises atenent-se als factors abans esmentats.

## Anàlisi Forex
Hi ha dues modalitats d'anàlisi al mercat de divises que permeten avaluar un parell de divises i intentar pronosticar cap a on podria dirigir-se el preu futur.

### Anàlisi fonamental
L'anàlisi fonamental és utilitzada generalment pels inversors a llarg termini. Aquesta anàlisi considera els fonaments macroeconòmics de les diferents àrees com el tipus d'interès bancari, el producte intern brut, la inflació, l'índex de producció industrial i la taxa d'atur i tracta de fer prediccions en funció de l'evolució relativa dels indicadors esmentats.

### Anàlisi tècnica
L'anàlisi tècnica és la modalitat utilitzada majoritàriament pels especuladors a curt i mitjà termini, que l'utilitzen per intentar pronosticar els moviments freqüents i les oscil·lacions diàries que presenten els parells de divises del mercat. Aquesta anàlisi consisteix a plasmar en un gràfic del preu d'un parell de divises un conjunt de línies de tendències, formacions i indicadors tècnics, que ajuden a pronosticar els moviments immediats del preu.
Tot i això, cal assenyalar que alguns detractors han titllat aquest tipus d'anàlisi de subjectiu i acientífic.